# エア・オーストラリア
エア・オーストラリア（Air Australia）は、 オーストラリアに存在した航空会社。
旧社名はストラテジック・エアラインズ（Strategic Airlines）で、ブリスベンに本社を置いて、オーストラリア国内線および国際線の定期旅客便を運航していた。子会社にストラテジック・アビエーション（Strategic Aviation）があり、エア・オーストラリアもしくは他社からリースした機材でチャーター便を運航していた。
2012年2月17日、全便の運航が休止され、エア・オーストラリアは任意管理手続き（voluntary administration）に入り、破産した。その後、2012年3月23日に清算された。

## 機材

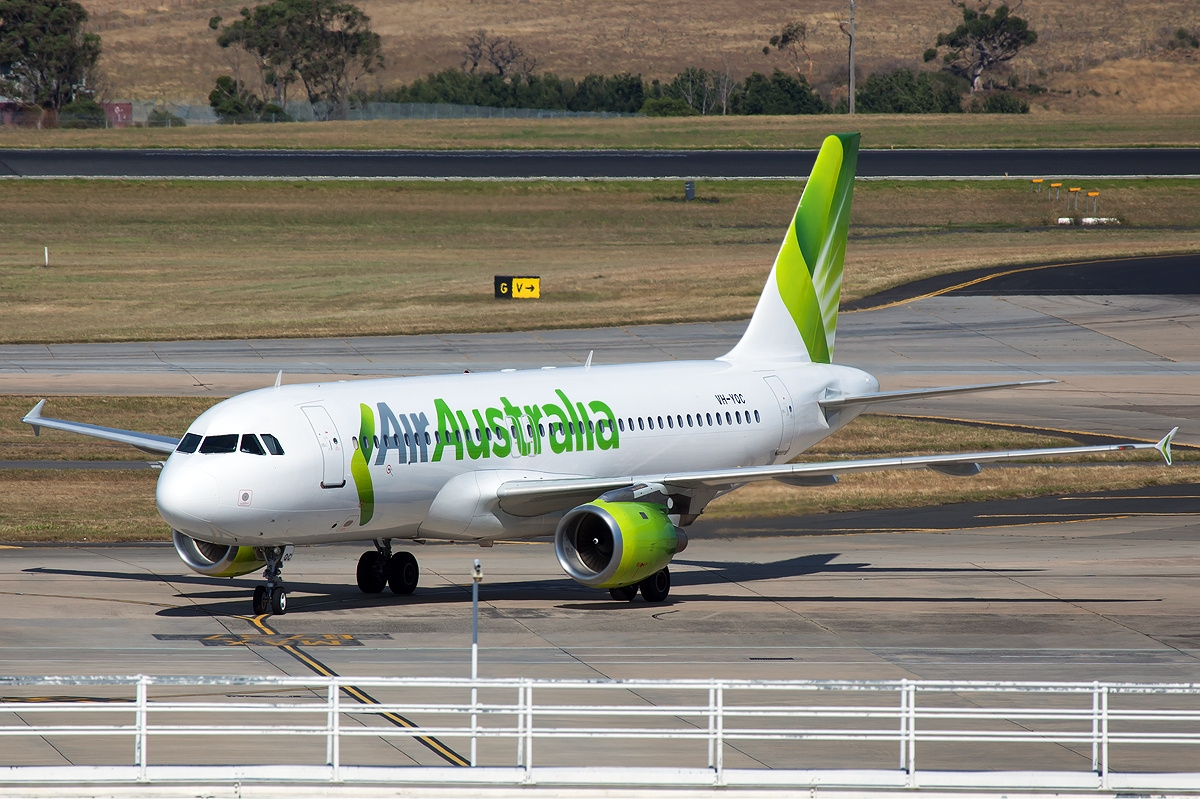
エア・オーストラリアのA320-200（メルボルン国際空港）

2010年5月時点、5機の機材を運用しており14機を発注済みであった。
| 機種              | 運用中 | 発注中 | 座席数 | 座席数 | 座席数 | 備考 |
| 機種              | 運用中 | 発注中 | J      | Y      | 合計   | 備考 |
| ----------------- | ------ | ------ | ------ | ------ | ------ | ---- |
| エアバス A320-200 | 3      | 8      | 8      | 144    | 152    |      |
| エアバス A330-200 | 2      | 6      | 30     | 243    | 273    |      |

ストラテジック・エアラインズは、A330-200を8機発注しており、うち6機を使用してメルボルン国際空港およびブリスベン国際空港から、中国とインドへ路線を開設する予定であった。2機は国内線に投入され、2011年後半と2012年前半にそれぞれ受領する予定であった。